# Télescope Transit
 (août 2024).
Si vous disposez d'ouvrages ou d'articles de référence ou si vous connaissez des sites web de qualité traitant du thème abordé ici, merci de compléter l'article en donnant les références utiles à sa vérifiabilité et en les liant à la section « Notes et références ».
Le télescope Transit est un radiotélescope situé à l'observatoire Jodrell Bank, en Angleterre.  On lui doit la première détection d'une source radio extragalactique.

## Historique
Le télescope a été construit en 1947. 
Il a été remplacé par le télescope Lovell construit en 1952 avec un diamètre de 76,2 mètres et qui est entièrement manœuvrable. Le radiotélescope Mark II le remplace à son tour sur le même emplacement, à partir de 1964.

## Description
Le télescope est de style paraboloïde en fil, avait un diamètre de 66,4 m (218 pieds) et une distance focale de 126 pieds. Construit en 1947, c'était le plus grand radiotélescope au monde.

## Application
Le télescope découvrit le bruit radio émis par la Grande Nébuleuse d'Andromède, la première détection d'une source radio extragalactique, et le rémanet de la supernova Tycho Brahé dans la gamme de fréquence radio alors qu'elle ne peut plus être observée clairement dans le domaine optique.